# دانيال شيختمان

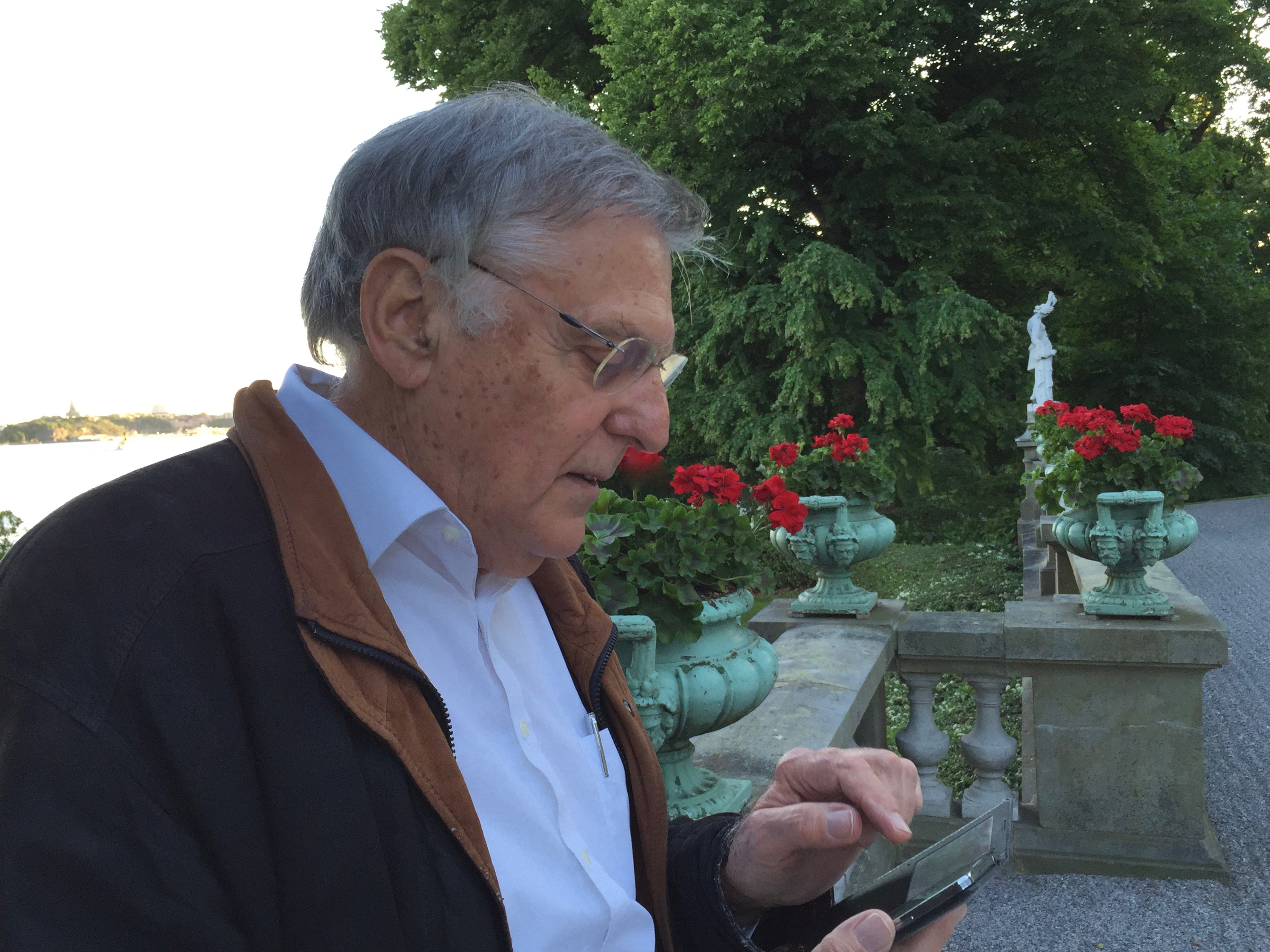
شيختمان في ستوكهولم، يونيو 2016

دانيال شيختمان أو دان شيختمان (بالعبرية:  דן שכטמן)؛ (ولد في 24 يناير 1941 في تل أبيب)، عالم إسرائيلي في علم المواد في معهد التخنيون وأستاذ في علم المواد في جامعة ولاية آيوا. تلقى شيختمان جائزة نوبل في الكيمياء لعام 2011 عن اكشتافاته في مجال أشباه البلورات.

## السيرة الذاتية
بعدما تحصل دانيال على درجة الدكتوراه في علم المواد من معهد تخنيون عام 1972 م حيث تحصل أيضا على البكالوريوس في الهندسة الميكانيكية عام 1966م وأيضا ماجستير في هندسة المواد عام 1968 م.
في عام 1975 م ألتحق دانيال بقسم هندسة المواد في معهد تخنيون وخلال دراسته اكتشف شبه البلورات(Quasicrystals)
وفي الفترة 1992-1994 كان دانيال في تفرغ تماما للعهد الوطني للمعاير والتكنولجيا حيث درس تأثير خلل هيكل الماس في التأثير على الأمراض القلبية والوعائية على النمو

## العائلة
متزوج دان شيختمان للأستاذة تسيبورا شيختمان، رئيس قسم الإرشاد والتنمية البشرية في جامعة حيفا، ومؤلف كتابين عن العلاج النفسي. لديهم ابن يوآف شيختمان (طالب الدكتوراه في الفيزياء) وبناته الثلاث : تمار فنكلستين ، إيلا شيختمان - كوري (دكتوراه في علم النفس السريري) ، وروث نيفو (أيضا على درجة الدكتوراه في علم النفس السريري)

## الجوائز
- 2011 جائزة نوبل في الكيمياء لإكشتافاته في مجال أشباه البلورات.[10]

## روابط خارجية
- دانيال شيختمان على موقع الموسوعة البريطانية (الإنجليزية)
- دانيال شيختمان على موقع مونزينجر (الألمانية)
- دانيال شيختمان على موقع إن إن دي بي (الإنجليزية)